# Aleksandr Fajntsimmer
Aleksandr Fajntsimmer (russisk: Александр Михайлович Файнциммер) (født 31. december 1905 i Dnipro i det Russiske Kejserrige, død 31. marts 1982 i Moskva i Sovjetunionen) var en sovjetisk filminstruktør.

## Filmografi
- Løjtnant Kisje (Поручик Киже, 1934)[4][5]
- Baltikum (film) (Балтийцы, 1938)
- Kotovskij (Котовский, 1942)
- Za tekh, kto v more (За тех, кто в море, 1947)
- De har et moderland (У них есть Родина, 1949)
- Ovod (Овод, 1955)
- Devusjka s gitaroj (Девушка с гитарой, 1958)
- Traktir na Pjatnitskoj (Трактир на Пятницкой, 1978)